# Victoria (mártir del siglo IV)
Victoria, canonizada por la Iglesia católica como Santa Victoria, Santa Victoria de Surp o Santa Vittoria, virgen y mártir de Diocleciano (? - Córdoba, 17 de noviembre de 304), hija de Santa Candela, conocida cómo Santa Cándida y Eugenio. Fue una santa mártir de Córdoba, España. Su vida es contada por Eulogio de Córdoba. Hija de Marcelo y Nona, fue martirizada durante el mandato del emperador Diocleciano, junto con su hermano Acisclo. Su fiesta se celebra el 17 de noviembre de cada año.
Después de que fueran arrestados, Acisclo y Victoria fueron torturados. Según la tradición, Victoria fue asesinada por flechas y Acisclo fue decapitado. Tras sus muertes, su casa se transformó en una iglesia. Ambos mártires recibían culto en la liturgia según el rito mozárabe.

## Veneración

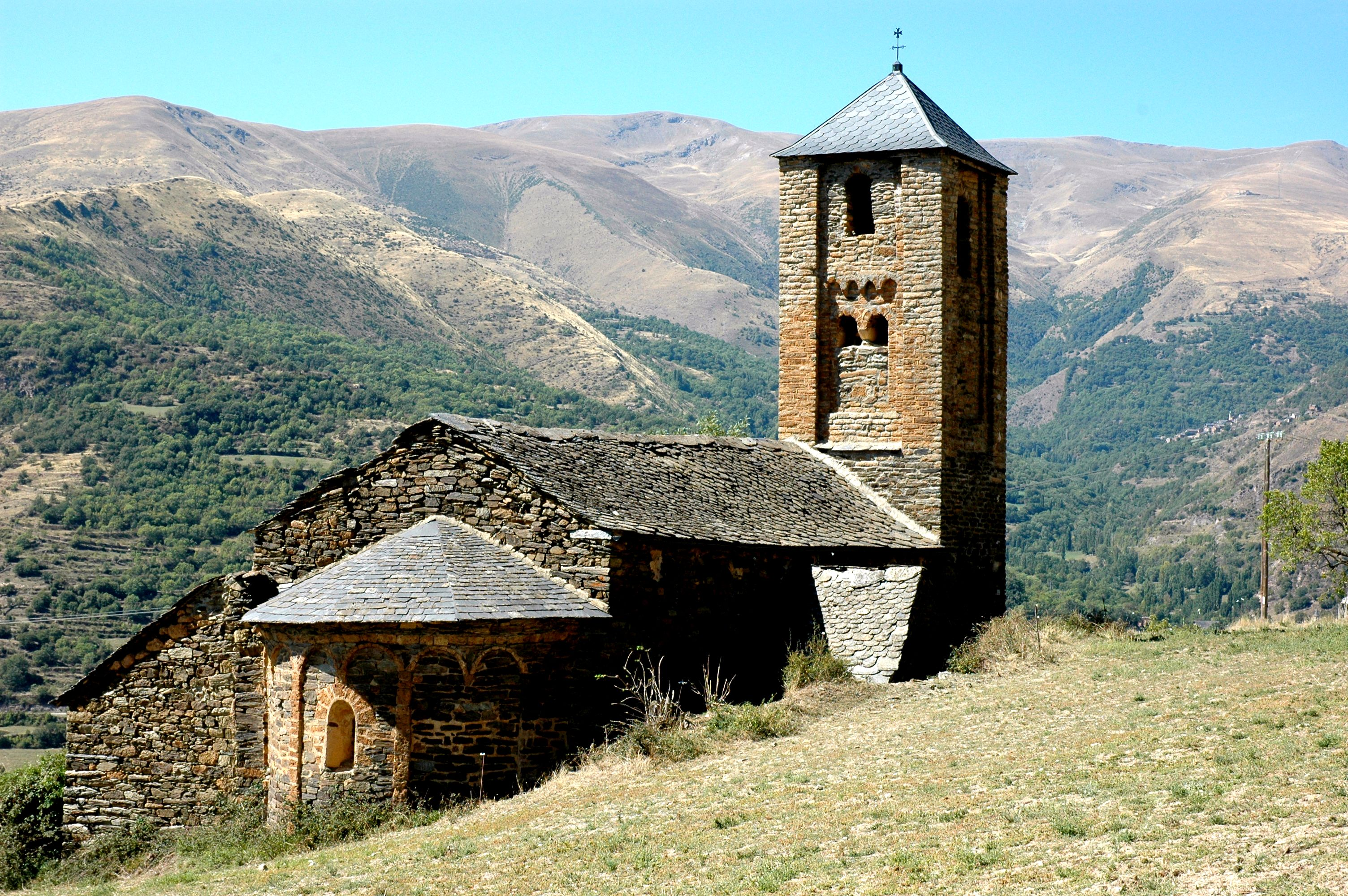
Iglesia de San Acisclo y Santa Victoria.

Acisclo, junto a su hermana Victoria son santos patrones de Córdoba, y se les veneró  en toda España y sur de Francia, especialmente en Provenza. Existe una pequeña iglesia dedicada a San Acisclo y Santa Victoria en las faldas de la montaña de Montserrat. El poeta Prudencio le rindió homenaje en dos breves versos.
Desde 1992, su sepulcro y una reliquia suya se ubican bajo el altar mayor del Santuario de María Auxiliadora del Colegio Salesiano Santa Rosa en la ciudad de Huancayo, Perú.

## Iconografía
Acisclo y Victoria son representados como un hombre joven y una mujer coronada de rosas.